# Drusos

Estrella drusa

Bandera de l'efímer estat independent Djébel Druze o Djébel al-Druze (Djabal o Jabal Druze)

Els drusos (àrab: دروز, durūz) són una comunitat religiosa àrab d'arrels musulmanes. Els adherents es consideren a si mateixos musulmans, opinió que part del món islàmic no comparteix.
Són presents a Palestina, tant als territoris ocupats com als annexats per Israel, Jordània, i sobretot al Líban, i Síria, on són reconeguts oficialment com a minoria.
La seva religió és monoteista, accepta la legitimitat dels profetes de les tradicions judeocristiana i islàmica (entre altres), incorpora elements gnòstics i, segons algunes fonts, creu en la reencarnació. La seva societat té una estructura dualista, dividida en «iniciats», homes i dones familiars amb la doctrina religiosa, i «ignorants», els quals reben suport espiritual dels iniciats.
Els drusos coneixen, però, tant la litúrgia musulmana com la cristiana i practiquen qualsevol d'aquestes per amagar la seva identitat quan la situació ho demana. Aquest és un estratagema derivat de l'islamisme xiïta. Com en totes les societats de l'Orient Mitjà, la família té prioritat sobre l'individu, i això fa que es reuneixin veritables clans per a prendre decisions i ajudar-se mútuament.
Els drusos parlen la llengua àrab, tenen costums i cultura àrab. Uns 150.000 drusos viuen a l'Estat d'Israel, al voltant d'un milió de drusos viuen al Líban i Síria, al voltant del mont Líban, al nord del Líban, i als pobles i ciutats del sud de Síria al voltant de Sweida i Jabal al-Druze, que significa "muntanya dels drusos" en àrab.

## Història

### Els iniciadors
Hi va haver tres figures clau responsables de l'origen i expansió:
- Hamza ibn Ali, el persa que va fonamentar les bases doctrinals.
- Al-Hàkim bi-amr-Al·lah, sisè califa fatimita que es proclamà el 1017 "habitatge de la divinitat", tot donant suport a la teologia d'Hamza ibn Ali.
- Muhàmmad ibn Ismaïl ad-Darazí, home d'origen turc que, amb la seva facilitat natural per predicar, va aconseguir un gran nombre de seguidors i del seu cognom en deriva la paraula drusos.

A partir de l'any 1017, en el Llevant dominat pel Califat Fatimita, l'únic que tenia el xiisme ismaïlita com a religió oficial, va aparèixer un moviment missioner que proclamava que el califa fatimita Al-Hàkim bi-amr-Al·lah era una figura divina. Malgrat que el 1021 Al-Hàkim bi-amr-Al·lah va desaparèixer prop del Caire, el moviment va anar guanyant influència. La creença en la divinitat d'Al-Hàkim bi-amr-Al·lah van anar més enllà del que podien acceptar altres fatimites ismaïlites, i el moviment fou eliminat d'Egipte, seu del Califat Fatimita. Però al Llevant va dur a l’aparició dels drusos. El moviment va anar guanyant adeptes a Síria durant les següents dues dècades. El 1043, el seu líder va tancar la porta a les conversions, i després d'aquesta data no fou tècnicament possible, amb algunes excepcions, convertir-se o deixar de ser drus.
Aquesta fe es va estendre principalment per l'Orient Mitjà: des de Wadi al-Taymour al sud del Líban, entre gent d'una mateixa ètnia. Aquesta ètnia única tindria el seu origen en unes tribus àrabs que van emigrar a Síria a través del golf pèrsic i es van establir temporalment a l'Iraq. Basat en aquesta teoria d'una mateixa creença i una mateixa ètnia, els que es van establir entre el Líban i Síria van reclamar al llarg de la història tenir un estat propi amb governants propis. No obstant això, alguns historiadors no donen suport a aquesta idea d'origen únic.
La primera família feudal drusa van ser els Tanukh, que van adquirir fama lluitant a les croades. Segons l'historiador Haydar al-Shihabi procedien de Mesopotàmia. Altres estudiosos com Von Oppenheim, donen suport a aquesta teoria.
D'altres, com l'antropòleg, professor a la universitat de Berlín, Felix von Luschan, ho refuten basats en la mesura de cinquanta-nou cranis de mascles adults, ja que cap en confirma aquesta ascendència.
Per tant, el més probable és que siguin una barreja de diferents tribus àrabs.

### Etapa dels enfrontaments entre mamelucs i otomans
Durant enfrontaments entre mamelucs i otomans que van tenir lloc el 1516 a Mardj Dabik, ciutat de l'actual Síria, els drusos combatien als dos bandols: els bahtùrides de l'oest amb els mamelucs, els mànides de l'est (del Xuf) amb els otomans (que estaven aliats al governador de Damasc Ghazali).
La família dels Al-Tanukh va tenir el poder local a les comunitats druses establertes a la muntanya libanesa. A la batalla de Mardj Dabik del 1516 l'emir mànida Fakhr al-Din I va abandonar el mameluc Qànsawh al-Ghawrí i es va passar a Selim I; aquest el va premiar amb el poder sobre la muntanya deixant als Al-Tanukh només Tir i Sidó.
A Fakhr al-Din I el va succeir el seu fill Korkmaz. Una expedició egípcia va marxar contra els turbulents drusos per càstig a atacs aïllats el 1584.

### Etapa dels enfrontaments entre otomans i omeies
El següent emir fou Fakhr al-Din II ibn Korkmaz que va atacar el governador otomà de Trípoli del Líban Yusuf Pasha però fou derrotat el 1607 en una batalla en què va participar la família Jumblatt), que ja tenia importància a l'època. El governador de Damasc Hafiz Pasha per terra i Oküz Mehmed Pasha per mar van aniquilar l'aliança dels drusos entre 1609 i 1613 amb els otomans. Fakhr al-Din II que havia iniciat aliances amb la República de Florència el 1608 va anar el 1613 a Itàlia a demanar ajut; va retornar al Líban el 1618; en la seva absència l'autoritat mànida a la muntanya del Líban es va mantenir, i finalment fou reconegut com a emir dels drusos d'Alep a Jerusalem per un firman del soldà del 1625. No obstant això, Jerusalem fou dominada per Küçük Ahmad Pasha, governador de Damasc. El 1634 els drusos foren derrotats greument a Magharat Djarzin i l'emir i tres dels seus fills van caure presoners i foren portats a Istanbul on el pare i dos fills foren executats.

### L'aliança iemenita
Van seguir dissensions entre els clans iemenites (els mànides eren principalment iemenites i el principal component d'aquest clan) i els kaysites. El nou emir, Malham, era kaysita i estava enfrontat a Ali Alam al-Din, cap dels iemenites. Els conflictes civils van donar lloc a la intervenció otomana. El governador de Trípoli Hasan Pasha va fer una expedició el 1651. El 1654 Malham va ampliar el seu domini fins a Safad amb permís del governador de Damasc; Malham va morir el 1659 i el va succeir el seu fill Ahmad. Koprolu Fadil Ahmad Pasha, governador de Damasc, es va enfrontar a la família dels shihàbides (1660), però aquests foren protegits per l'emir. L'aliança mànida-shihàbida fou derrotada per les forces dels governadors de Damasc i Trípoli a Kisrawan, però sense continuïtat; després les dues famílies es van enfrontar i els mànides van obtenir la victòria d'al-Fulful que no va impedir el creixement del poder shihàbida. Ahmad va morir el 1697. Amb Ahmad va acabar la dinastia mànida i va donar pas a la dinastia shihàbida (kaysites). Fou escollit emir el cap local de Rasheya, Bashir ibn Husayn, que fou confirmat pels otomans tot i els intents de Husayn Bey (fill de Fakhr al-Din II) de fer valer els drets de Haydar, emir d'Hasbeya i iemenita, de només 12 anys.

### Els xihàbides arriben al poder
Els partidaris de Haydar van enverinar Baixir, i Haydar va pujar al poder, però llavors no va donar suport als iemenites, als quals va derrotar en la batalla d'Ayn Dara modificant tot el sistema feudal de la muntanya libanesa. Els shihàbites van assolir el govern i van provar d'evitar lluites entre drusos i cristians maronites, mentre els Jumblat es feien els amos dels Xuf, Abu l-Lama el Matn, i a Shuwayfat s'establia un poder compartit entre els Arslan i els Talmuk (totes dues famílies del clan iemenita). Els shihàbides basaven la seva autoritat en els otomans i les intervencions d'aquests provocaven el sorgiment de nous xeics locals que al seu torn miraven de pressionar l'emir xihàbida, ja que encara que pagaven tribut a l'emir, decidien en consell si es feia la pau o la guerra.
Haydar va abdicar el 1729 en el seu fill Malham II, i va morir el 1732 a Dayr al-Kamar. Sota Malham II el centre del poder drus va tenir tendència a desplaçar-se cap a Beirut; el cristianisme i especialment el catolicisme va guanyar terreny. A Malham II el va succeir el 1754 el seu germà Ahmad II. El 1758 pirates grecs amb bandera russa van atacar Beirut; els musulmans locals van prendre revenja amb un atac a un convent cristià de la ciutat, però Ahmad II no ho va permetre i va fer executar dos caps responsables dels fets. A Ahmad el va seguir el seu germà Mansur tot i que el governador de Sayda, Numan Pasha, havia designat com emir a Kasim ibn Umar que es va haver d'acontentar a governar la regió d'Hazir i es va fer cristià (va morir el 1768) deixant els drets al seu fill menor Bashir II, que fou declaradament cristià. Mansur fou revocat el 1770 per Dervish Pasha, governador de Saïda i fou substituït per Yusuf.

### Nova aliança amb els otomans
El 1771 la flota russa dirigida per l'almirall Alexei Orlov va rebre una petició de Zahir al-Umar, cap rebel de Safad i Acre, per bombardejar Beirut. Yusuf va demanar ajut als otomans mentre el seu antecessor Mansur era partidari de negociar la pau a canvi d'un pagament. El governador de Damasc Uthman Pasha va enviar a Djazzar Ahmed Pasha que va ocupar Beirut en nom de Yusuf; però després aquest es van enfrontar a l'otomà, el que va expulsar després de quatre mesos de lluita, mercès al suport de la flota russa que va venir des de Xipre (1773). Djazzar es va retirar cap a Sayda i Acre. Yusuf fou deposat el 1778 però restaurat el 1780 i va governar fins al 1788 i després el 1790.
Bashir II fou reconegut emir el 1788 i va exercir el govern diverses vegades; fou lleial als otomans durant l'expedició de Napoleó Bonaparte i fou confirmat Yusuf Diya Pasha, comandant de l'exèrcit otomà, però Djazzar no ho va acceptar i el va enderrocar el 1799 amb suport de Husayn i Sad al-Din, fills de l'emir Yusuf (mort 1790). Bashir II es va refugiar al vaixell de l'almirall britànic Sidney Smith i va anar a Egipte però va retornar al Mont Líban el 1801. Djazzar es va limitar a mantenir un fill com a ostatge. Aquest període està marcat per la figura de Bashir II que amb algunes interrupcions va governar fins al 1840. El 1804 va morir Djazzar.
El 1810 quan els wahhabites van amenaçar Damasc, el governador Yusuf Pasha va demanar ajut al governador d'Acre Sulayman Pasha, aquest va enviar-hi els drusos; després, els va haver d'expulsar amb ajut del nou governador d'Acre, Abd Allah Pasha, successor de Sulayman Pasha. Els drusos foren enviats al Hawran. Bashir va haver de ser reconegut com a emir del Mont Líban. Quan Abd Allah es va revoltar contra el govern otomà, Bashir li va donar suport; els Jumblat van proclamar llavors com emir a Abbas Shihabi i Bashir es va refugiar amb Muhàmmad Alí Paixà d'Egipte (1822). Bashir va retornar al cap de poc i va derrotar els Jumblat a la batalla de Mukhtara (1825), va recuperar el poder i va executar Abbas. El 1826 la flota dels rebels grecs va atacar Beirut i en revenja hi va haver una matança de cristians de la ciutat, molts dels quals van emigrar a Mont Líban.

### Ocupació egípcia
Bashir va autoritzar els melquites a establir-se al Mont Líban, fet que el va privar del suport dels musulmans. El 1830 Bashir va ajudar Abd Allah Pasha a reprimir una revolta a Nablús, i va donar suport a Muhammad Alí permetent l'ocupació del país per Ibrahim Paixà d'Egipte. Després de l'acord de Kutahya de 1833 Bashir va donar suport obert als egipcis a canvi d'una àmplia autonomia. Algunes taxes que afectaven els cristians foren abolides; però quan Ibrahim Paixà va voler confiscar l'armament als drusos es van iniciar les dificultats. El 1835 els egipcis van ocupar Dayr al-Kamar; el 1837 va esclatar una revolta quan es va intentar posar en servei a l'exèrcit els drusos del Hawran. Els emissaris d'Ibrahim Paixà foren assassinats; el govern otomà va ajudar els rebels, però Ibrahim Paixà va mobilitzar als kurds en contra i va tancar els ports de la costa siriana als vaixells otomans. Els drusos es van revoltar a Ladja, però Bashir que pensava que els egipcis acabarien guanyant pel suport francès, no hi va donar suport. Quan Ibrahim Paixà va intentar altre cop mobilitzar soldats drusos, va esclatar una nova revolta al Líban d'aquests i els maronites, i els egipcis van quedar bloquejats a Beirut. El 14 d'agost de 1840 l'almirall britànic Sir Charles Napier va donar armament als rebels drusos; els europeus (britànics, austríacs i otomans) van bombardejar Beirut poc després (1840). Bashir, que no donava suport a la revolta, esperava ajut dels egipcis que no va arribar i es va haver de sotmetre al soldà. Les tropes otomanes van retornar a Síria i Líban en virtut de l'acord de Londres.

### Retorn del govern otomà: enfrontaments entre drusos i maronites
Bashir fou deposat i substituït pel seu parent Bashir Kasim Malham que va governar poc més d'un any (1840-1842) amb suport del governador de Sayda Salim Pasha; el govern otomà de Sayda es va traslladar a Beirut i es va formar un consell de xeics que assessorarien l'emir. Van començar llavors lluites entre drusos i maronites iniciades a Dayr al-Kamar. L'aventurer drus Shibal al-Uryan al servei del governador de Damasc, que dominava Zahle, fou expulsat i va haver de refugiar-se a Damasc. Les morts de cristians van provocar queixes dels europeus al govern otomà i aquest va deposar Bashir Kasim Malham (Bashir III) i el govern del Mont Líban fou confiat a un serasker otomà, Mustafa Nuri Pasha que va nomenar emir un dels seus oficials, Omer Pasha. Una enquesta sobre els fets es va obrir a Beirut dirigida per Selim Bey, però el seu informe no fou aprovat per les potències.
Esad Mukhlis Pasha fou nomenat governador de Sayda-Beirut i va substituir al serasker. Esad va nomenar dos caimacans, el maronita Haydar de Bayt Abi l-Lami i el drus Mir Ahmad de Bayt Arslan; els territoris al nord de la muntanya foren segregats i units al govern otomà de Trípoli. El 1845 Esad fou substituït per Wedjihi Pasha, abans governador d'Alep, i van esclatar nous incidents amb atacs de maronites contra drusos al Matn, i atacs drusos contra monestirs cristians que foren cremats. Els francesos acusaven el nou governador d'afavorir els drusos. Una nova enquesta es va obrir dirigida pel ministre d'afers exteriors otomà Shaykh Efendi que va demanar el lliurament de l'armament, cosa que va provocar nous incidents. Es va enviar llavors al general Emin Pasha (gener de 1846) per ajudar Shaykh Efendi; la seva enquesta va establir un doble caimacanat assistits per consells mixtos amb poders judicials, administratius i financers. Això va portar l'estabilitat (1847). Un decret que afavoria als cristians (1856) va retornar les tensions i es van començar nous incidents el 1859 i una guerra oberta entre maronites i drusos el 1860.

### Enfrontaments amb els cristians
El maig de 1860 els drusos van atacar les viles cristianes al Matn i el juny els drusos de l'Hawran dirigits per Ismail Atrash es van unir als del Mont Líban dirigits principalment per Said Jumblat i Khattar Ahmad. Els drusos van ocupar la casa de govern a Hasbeya i van massacrar els cristians. També a Rasheya i Balabakk es van fer matances de cristians organitzades per la família Harkubin; a Zahle i Dayr al-Kamar hi va haver també matances. El govern otomà va enviar al ministre d'afers exteriors Fuad Pasha amb poder extraordinaris. Va arribar al mateix temps que es produïa una matança de cristians a Damasc organitzat per àrabs amb suport de drusos i beduïns. Un armistici entre cristians i drusos, negociat per Khurshid Pasha governador de Beirut, no fou acceptat per Fuad Pasha.
França va intervenir i va desembarcar 5.000 homes a les ordres de Charles-Marie-Napoléon d'Hautpoul, i va proposar l'expulsió total dels drusos de Mont Líban cap al Hawran, però Fuad ho va poder evitar castigant els culpables drusos de les matances, que foren jutjats a Mukhtara, i alguns condemnats a mort. Fins i tot el governador de Damasc Ahmed Pasha, fou destituït i jutjat a Istanbul com a responsable de les matances a la seva ciutat. Kurshid Pasha fou destituït en el seu govern i totes aquestes mesures van portar a l'evacuació francesa (acord de 9 de juny de 1861). Segons l'acord, el Mont Líban fou segregat completament dels governs otomans de Beirut i de Damasc i posat sota autoritat d'un mutasarrif cristià amb un termini inicial de 5 anys, però que havia de venir de fora del districte, i amb dos consellers (wakils), un de cada comunitat. Es van crear set kadas o districtes i una força de policia mixta. El primer mutasarrif fou l'armeni catòlic Dawud Pasha (1861-1867) i el va succeir l'àrab cristià Nasri Franko Pasha (1867-1873); després van seguir dos mandats de Rustem Pasha(1873-1883), Wassa Pasha (1883-1892) i Naum Pasha (1892-1902). El 1897 els maronites van reclamar la separació de quatre nahiyes (comunes) del kada del Xuf; en contra els drusos van reclamar la creació d'un kada separat pels deu mil drusos del Matn.
Mentre els drusos del Hawran i els refugiats libanesos a la regió van quedar sota autoritat de la família Atrash per reconeixement del paper d'Ismail Atrash en els fets de 1860; el país va començar a ser anomenat Djébel Druze (Jabal al-Durūz) en lloc d'Hawran o Jabal Hawran. El fill d'Ismail Atrash, Ibrahim Atrash, va atacar la capital regional Suwayda (1879) i quan foren atacats pel governador de Damasc li van presentar ferotge resistència fins que es va acordar la pau i una amnistia general el 1880. Quan el fill d'Ibrahim, Shibli Atrash, fou empresonat a Dara pels otomans per un incident menor, els drusos es van revoltar i Shibli va haver de ser alliberat. Quan fou arrestat per segona vegada la revolta es va reprendre (1893) i altre cop fou alliberat. En aquest temps va lluitar contra la tribu dels Ruwala que dominava els territoris al sud fins a l'Emirat d'HailShammar.

### Intent fallit d'autonomia
El 1908 després de la revolució dels Joves Turcs, es van encarregar operacions contra els drusos del Hawran a Sami Pasha que va proclamar la llei marcial i va convocar als caps drusos a Damasc, on uns quants foren traïdorament executats. La resistència drusa va durar fins al 1911.
El 1916 les capitulacions i l'autonomia del Líban foren abolides i es va nomenar mutasarrif a Ismail Haqqi Bey (1916-1918) que no era cristià. Alguns caps drusos van quedar com a ostatges a Jerusalem durant la I Guerra Mundial. Durant la guerra el cap de l'Hawran, Yahya al-Atrash fou acusat de cooperar amb els francesos per Djemal Pasha. Yahya va morir i fou substituït pel seu fill Selim; dos destacats membres de la família eren partidaris otomans (Nasib i Abd al-Ghafar) mentre un altre, Sultan (el pare del qual havia estat executat pels otomans) era favorable als aliats. Aquest fou el primer cap drus que va entrar a Damasc amb els aliats el 2 d'octubre de 1918.
Els drusos en general s'identifiquen amb la nacionalitat del país on resideixen i participen de la seva vida política i social. Intervingueren activament en la Guerra Civil del Líban del 1975-1980, aliats amb les forces d'esquerra, els refugiats palestins i altres faccions nacionalistes en el Moviment Nacional Libanès.

### Els Drusos a Palestina, Líban i Síria
A Palestina, des de la fundació d'Israel i procés d'expulsió de la població àrab, els colonitzadors sionistes van intentat enfrontar la minoria àrab drusa amb els àrabs d'altres confessions, i han intentat que actuïn de col·laboradors del règim d'apartheid israelià; si bé al mateix temps han expulsat milers de drusos palestins de les seves terres a la Palestina ocupada. Hi ha hagut drusos ciutadans de l'estat d'Israel que han participat en les forces armades d'Israel, mentre els altres drusos han participat en la resistència contra l'ocupació israeliana, tant a Palestina com al Líban i als Alts de Golan, a Síria.
Al Líban, on els drusos formen al voltant del 5% de la població, els drusos estigueren immersos en les diferents guerres i enfrontaments des de la fundació del país. El major partit entre els drusos, el PSP, liderat pel clan Jumblatt, i la seva milícia, el ayish al-Tahrir al-Sha'aby, fundada el 1958, foren part de la guerra civil libanesa entre 1975 i 1982, al costat del Moviment Nacional Libanès i estigueren enfrontats sobretot als falangistes maronites cristians. El 1982 després de la invasió israeliana, i malgrat un primer intent de mantenir-se neutral, s'alià amb el Front Nacional de Resistència Libanès i combaté en la Guerra de La Muntanya, entre 1983 i 1984, enfrontant-se a les milícies cristianes falangistes, l'exèrcit libanès i les forces nord-americanes. En l'actualitat la comunitat drusa està designada com una de les cinc comunitats musulmanes al Líban (sunnites, xiïtes, drusos, alauites i ismaïlítes), encara que els drusos no es considerin ben bé musulmans. La constitució del Líban busca garantir la representació política de cadascun dels grups ètnico-religiosos després de les guerres que els han enfrontat en el passat. Segons els termes d'un acord no escrit conegut com el Pacte Nacional entre els diferents líders polítics i religiosos del Líban, el cap de l'estat major de l'exèrcit ha de ser un drus.
A Síria, els drusos s'oposaren a l'ocupació l'any 1967 dels Alts de Golan, on constitueixen gran part de la població, i el 1982 feren una massiva vaga general de 5 mesos contra l'annexió per part d'Israel. L'abril de 1983, 15.000 soldats israelians van assaltar i van ocupar els pobles drusos. Les escoles van convertir-se en campaments militars. El setge va durar 43 dies. Moltes cases van ser destruïdes juntament amb infraestructures bàsiques com l'aigua i l'electricitat. Les forces israelianes van anar porta per porta confiscant els papers de ciutadania siriana i deixant els israelians. Els drusos van respondre llançant-los al carrer, reafirmant la seva identitat àrab. La majoria dels drusos dels Alts del Golan viuen sense acceptar els documents d'identitat israeliana. El 2025 els líders drusos sirians van rebutjar la nova invasió israeliana de 2024 afirmant que formen part del poble sirià, al mateix temps que condemnen les polítiques del nou règim "islamista" i sectari establert al país després de la caiguda d'Al Assad.